# Ценомииды
Ценомииды (лат. Coenomyiinae) — подсемейство или семейство двукрылых насекомых из подотряда короткоусых.

## Описание
Передние голени с вершинной шпорой. Щиток с шипами по краю. Четвёртая и пятая радиальные жилки слабо расходящиеся. Клипеус и скулы не вздуты. Личинки хищники развиваются в почве. Мухи питаются на цветках растений.

## Систематика
Статус таксона неоднократно пересматривался. Его считают либо подсемейством в составе семейства Xylophagidae или самостоятельным семейством. В мировой фауне насчитывается четыре рода и около 30 видов:
- Arthropeas Loew, 1861
- Coenomyia Latreille, 1796
- Dialysis Walker, 1850
- Exeretonevra Macquart, 1846

## Распространение
Представители ценомиид встречаются в Голарктической и Ориентальной областях.